# Джианарис, Майкл
Майкл Н. «Майк» Джиа́нарис (Миха́лис Я́ннарис) (англ. Michael N. «Mike» Gianaris; род. 23 апреля 1970, Астория, Куинс, Нью-Йорк, США) — американский политик-демократ, член Сената и Ассамблеи штата Нью-Йорк, заместитель лидера фракции меньшинства в Сенате штата Нью-Йорк.
Второй после Дина Скелоса американский грек, избранный в Легислатуру штата Нью-Йорк.

## Ранние годы и образование
Родился в семье греков Николаоса и Магдалины Яннарис родом из города Калаврита (Ахайя, Пелопоннес, Греция).
Окончил государственную начальную школу № 84 в Нью-Йорке, неполную среднюю школу № 141 и государственную среднюю школу в Лонг-Айленд-Сити.
Принимал участие в избирательной кампании Майкла Дукакиса, выдвинувшего свою кандидатуру на президентских выборах в США 1988 года.
Получил степень бакалавра гуманитарных наук «с наибольшим почётом» в области экономики и политологии в Фордхемском университете, а также степень доктора права (J.D.), окончив юридический факультет Гарвардского университета.

## Карьера
До избрания в 2000 году в Ассамблею штата Нью-Йорк, Джианарис работал в качестве младшего советника в её комитете по делам и защите прав потребителей, по вопросам деятельности государственных органов, по делам ветеранов, а также по вопросам сельского хозяйства и рынков. Ранее был помощником члена Палаты представителей США Томаса Дж. Мантона, региональным представителем губернатора штата Нью-Йорк Марио Куомо в округе Куинс, адвокатом спикера Ассамблеи штата Нью-Йорк Шелдона Сильвера, членом совета по планированию № 1 сообщества округа Куинс, а также юрисконсультом гражданской ассоциации единого сообщества. Был членом ТОО «Chadbourne & Parke».
В течение нескольких лет занимался юридической практикой.
В 2005 году, собрав более $2 млн, выдвигал свою кандидатуру на должность генерального прокурора Нью-Йорка, которую тогда занимал Элиот Спитцер, но за последние несколько недель до выборов вышел из гонки, когда в неё вступили такие известные политики как Марк Грин и Эндрю Куомо.
В июне 2011 года поддержал Закон о равенстве брака (юридическое признание однополых браков) штата Нью-Йорк.
Джианарис был автором мер общественной безопасности, в том числе первого в штате Нью-Йорк важного антитеррористического закона после трагедии 11 сентября 2001 года.
Закон об обеспечении энергетической безопасности Джианариса, ставший впоследствии государственной моделью, повысил уровень защиты на электростанциях и подстанциях. Этот подход был расширен для включения других исключительно важных объектов инфраструктуры по всему Нью-Йорку.
Благодаря Джианарису была усилена деятельность по обеспечению защиты населения от сексуальных маньяков, а также дополнительной защиты пешеходов от блуждающих токов, источником которых являются крышки канализационных люков и распределительные ящики. Является сторонником более жёстких пригоров для пьяных водителей и других преступников.
Джианарис поддерживает реформу коммунального сектора.

## Личная жизнь
Бывшая супруга — Клэр Кьюсак.
Проживает в Астории.
Владеет греческим языком.